# Mistrovství České republiky v lyžařském orientačním běhu 2018
Mistrovství České republiky v lyžařském orientačním běhu 2018 proběhlo ve třech individuálních a jedné týmové disciplíně.

## Mistrovství ČR ve sprintu
Závod ve sprintu byl současně Akademickým mistrovstvím ČR v LOB a závodem světového rankingu World Ranking Event. Odpoledne navazoval závod MČR na krátké trati.
Závodu proběhl v jižní části Slavkovského lesa v nadmořské výšce 750 m n. m., v prostoru závodu leželo cca 35 cm sněhu na loukách a 5 až 20 cm v lese, teplota vzduchu -2°C. 
| Datum závodu   | 20. 1. 2018  |  | Místo konání    | Zádub-Závišín u Mariánských Lázní • aréna |  | Pořadatel       | MLOK Mariánské Lázně |
| Ředitel závodu | Luděk Bartoš |  | Hlavní rozhodčí | Aleš Richtr                               |  | Stavitelé tratí | Luděk Bartoš         |
| Název mapy     | Prameniště   |  | Web závodu      | www                                       |  | Výsledky závodu | ORIS                 |

| Zkrácené výsledky | Zkrácené výsledky | Zkrácené výsledky                    | Zkrácené výsledky | Zkrácené výsledky | Zkrácené výsledky | Zkrácené výsledky   | Zkrácené výsledky                         | Zkrácené výsledky | Zkrácené výsledky |
| Pořadí            | H21 - muži        | H21 - muži                           | H21 - muži        | H21 - muži        | Pořadí            | D21 - ženy          | D21 - ženy                                | D21 - ženy        | D21 - ženy        |
| ----------------- | ----------------- | ------------------------------------ | ----------------- | ----------------- | ----------------- | ------------------- | ----------------------------------------- | ----------------- | ----------------- |
| Zlatá medaile     | Petr Horvát       | SK Severka Šumperk                   | 22:41             |                   | Zlatá medaile     | Petra Hančová       | OK Lokomotiva Pardubice                   | 19:58             |                   |
| Stříbrná medaile  | Radek Laciga      | TJ Slovan Zdravotník Praha           | 23:15             | +0:34             | Stříbrná medaile  | Helena Randáková    | OOS TJ Spartak Vrchlabí                   | 20:31             | +0:33             |
| Bronzová medaile  | Jakub Škoda       | Slavia Liberec orienteering          | 23:28             | +0:47             | Bronzová medaile  | Lenka Mechlová      | OK Slavia Hradec Králové                  | 20:54             | +0:56             |
| 4                 | Michal Argaláš    | TJ TŽ Třinec                         | 23:37             | +0:56             | 4                 | Johanka Šimková     | OK Slavia Hradec Králové                  | 21:41             | +1:43             |
| 5                 | Ondřej Vodrážka   | KOS Slavia Plzeň                     | 23:44             | +1:03             | 5                 | Kateřina Neumannová | VSK Přírodní vědy Praha                   | 21:54             | +1:56             |
| 6                 | Vojtěch Matuš     | Sportovní klub ve Vrbně pod Pradědem | 23:50             | +1:09             | 6                 | Barbora Chudíková   | OK Jihlava                                | 23:03             | +3:05             |
| 7                 | Roman Horyna      | TJ Slovan Zdravotník Praha           | 24:27             | +1:46             | 7                 | Hana Horvátová      | SK Severka Šumperk                        | 23:28             | +3:30             |
| 8                 | Michal Drobník    | Sportcentrum Jičín                   | 24:44             | +2:03             | 8                 | Veronika Kubínová   | TJ Slovan Karlovy Vary                    | 24:03             | +4:05             |
| 9                 | Jan Lauerman      | OK Jihlava                           | 25:55             | +3:14             | 9                 | Karolína Teplá      | OK Slavia Hradec Králové                  | 28:10             | +8:12             |
| 10                | Milan Venhoda     | OK Jihlava                           | 26:17             | +3:36             | 10                | Magda Horová        | TJ Slovan Zdravotník Praha                | 29:47             | +9:49             |
| Pořadí            | H20 - junioři     | H20 - junioři                        | H20 - junioři     | H20 - junioři     | Pořadí            | D20 - juniorky      | D20 - juniorky                            | D20 - juniorky    | D20 - juniorky    |
| Zlatá medaile     | Vojtěch Bartoš    | MLOK Mariánské Lázně                 | 23:12             |                   | Zlatá medaile     | Markéta Firešová    | SK Žabovřesky Brno                        | 23:36             |                   |
| Stříbrná medaile  | Ondřej Vystavěl   | Oddíl OS SK Prostějov                | 24:23             | +1:11             | Stříbrná medaile  | Daniela Stoklasová  | SK Orientační sporty Nové Město na Moravě | 30:58             | +7:22             |
| Bronzová medaile  | Ondřej Hlaváč     | KOS TJ Tesla Brno                    | 24:46             | +1:34             | Bronzová medaile  | Alexandra Svobodová | KOS Slavia Plzeň                          | 32:04             | +8:28             |
| Pořadí            | H17 - dorostenci  | H17 - dorostenci                     | H17 - dorostenci  | H17 - dorostenci  | Pořadí            | D17 - dorostenky    | D17 - dorostenky                          | D17 - dorostenky  | D17 - dorostenky  |
| Zlatá medaile     | Matyáš Štregl     | OOS TJ Spartak Vrchlabí              | 19:42             |                   | Zlatá medaile     | Rozálie Kuchařová   | Sportcentrum Jičín                        | 18:29             |                   |
| Stříbrná medaile  | Lukáš Richtr      | KOS Slavia Plzeň                     | 20:29             | +0:47             | Stříbrná medaile  | Anna Karlová        | OK Jilemnice                              | 18:30             | +0:01             |
| Bronzová medaile  | Vít Štefan        | SK Studenec                          | 21:00             | +1:18             | Bronzová medaile  | Kateřina Černá      | KOS Slavia Plzeň                          | 18:44             | +0:15             |

Souhrnné informace naleznete v článku Mistrovství České republiky v lyžařském orientačním běhu ve sprintu.

## Mistrovství ČR na krátké trati
Závod na krátké trati byl současně Akademickým mistrovstvím ČR v LOB. Prostor závodu se nacházel v Českém lese v nadmořské výšce 800-900 m n. m. po obou stranách česko-německé státní hranice. Centrum závodu bylo v biatlonovém areálu Silberhütte na německé straně.
| Datum závodu   | 20. 1. 2018       |  | Místo konání    | Bärnau, Silberhütte • aréna |  | Pořadatel       | MLOK Mariánské Lázně |
| Ředitel závodu | Bernd Kohlschmidt |  | Hlavní rozhodčí | Aleš Richtr                 |  | Stavitelé tratí | Bernd Kohlschmidt    |
| Název mapy     | Entenbühl         |  | Web závodu      | www                         |  | Výsledky závodu | ORIS                 |

| Zkrácené výsledky | Zkrácené výsledky | Zkrácené výsledky                    | Zkrácené výsledky | Zkrácené výsledky | Zkrácené výsledky | Zkrácené výsledky   | Zkrácené výsledky                         | Zkrácené výsledky | Zkrácené výsledky |
| Pořadí            | H21 - muži        | H21 - muži                           | H21 - muži        | H21 - muži        | Pořadí            | D21 - ženy          | D21 - ženy                                | D21 - ženy        | D21 - ženy        |
| ----------------- | ----------------- | ------------------------------------ | ----------------- | ----------------- | ----------------- | ------------------- | ----------------------------------------- | ----------------- | ----------------- |
| Zlatá medaile     | Radek Laciga      | TJ Slovan Zdravotník Praha           | 33:02             |                   | Zlatá medaile     | Helena Randáková    | OOS TJ Spartak Vrchlabí                   | 37:02             |                   |
| Stříbrná medaile  | Jakub Škoda       | Slavia Liberec orienteering          | 34:18             | +1:16             | Stříbrná medaile  | Petra Hančová       | OK Lokomotiva Pardubice                   | 38:13             | +1:11             |
| Bronzová medaile  | Michal Drobník    | Sportcentrum Jičín                   | 34:32             | +1:30             | Bronzová medaile  | Lenka Mechlová      | OK Slavia Hradec Králové                  | 39:28             | +2:26             |
| 4                 | Ondřej Vodrážka   | KOS Slavia Plzeň                     | 35:19             | +2:17             | 4                 | Kateřina Neumannová | VSK Přírodní vědy Praha                   | 39:32             | +2:30             |
| 5                 | Petr Horvát       | SK Severka Šumperk                   | 35:19             | +2:17             | 5                 | Barbora Chudíková   | OK Jihlava                                | 39:52             | +2:50             |
| 6                 | Michal Argaláš    | TJ TŽ Třinec                         | 35:56             | +2:54             | 6                 | Veronika Kubínová   | TJ Slovan Karlovy Vary                    | 42:23             | +5:21             |
| 7                 | Vojtěch Matuš     | Sportovní klub ve Vrbně pod Pradědem | 36:03             | +3:01             | 7                 | Johanka Šimková     | OK Slavia Hradec Králové                  | 44:05             | +7:03             |
| 8                 | Miroslav Rygl     | KOS TJ Tesla Brno                    | 36:13             | +3:11             | 8                 | Karolína Teplá      | OK Slavia Hradec Králové                  | 48:13             | +11:11            |
| 9                 | Milan Venhoda     | OK Jihlava                           | 36:16             | +3:14             | 9                 | Zuzana Jiřištová    | Oddíl OB Kotlářka                         | 49:16             | +12:14            |
| 10                | Jan Lauerman      | OK Jihlava                           | 37:13             | +4:11             | 10                | Daniela Tomešová    | Sportcentrum Jičín                        | 49:49             | +12:47            |
| Pořadí            | H20 - junioři     | H20 - junioři                        | H20 - junioři     | H20 - junioři     | Pořadí            | D20 - juniorky      | D20 - juniorky                            | D20 - juniorky    | D20 - juniorky    |
| Zlatá medaile     | Jan Hašek         | KOS Slavia Plzeň                     | 37:37             |                   | Zlatá medaile     | Markéta Firešová    | SK Žabovřesky Brno                        | 44:49             |                   |
| Stříbrná medaile  | Vojtěch Bartoš    | MLOK Mariánské Lázně                 | 40:34             | +2:57             | Stříbrná medaile  | Alexandra Svobodová | KOS Slavia Plzeň                          | 59:56             | +15:07            |
| Bronzová medaile  | Ondřej Hasman     | KOS Slavia Plzeň                     | 41:03             | +3:26             | Bronzová medaile  | Daniela Stoklasová  | SK Orientační sporty Nové Město na Moravě | 1:07:53           | +23:04            |
| Pořadí            | H17 - dorostenci  | H17 - dorostenci                     | H17 - dorostenci  | H17 - dorostenci  | Pořadí            | D17 - dorostenky    | D17 - dorostenky                          | D17 - dorostenky  | D17 - dorostenky  |
| Zlatá medaile     | Vít Štefan        | SK Studenec                          | 24:16             |                   | Zlatá medaile     | Rozálie Kuchařová   | Sportcentrum Jičín                        | 23:26             |                   |
| Stříbrná medaile  | Tomáš Milán       | KOS TJ Tesla Brno                    | 24:45             | +0:29             | Stříbrná medaile  | Kateřina Černá      | KOS Slavia Plzeň                          | 23:56             | +0:30             |
| Bronzová medaile  | Matyáš Štregl     | OOS TJ Spartak Vrchlabí              | 24:57             | +0:41             | Bronzová medaile  | Anežka Hlaváčová    | KOS TJ Tesla Brno                         | 24:29             | +1:03             |

Souhrnné informace naleznete v článku Mistrovství České republiky v lyžařském orientačním běhu na krátké trati.

## Mistrovství ČR na klasické trati
Dvojzávod mistrovství na klasické trati a ve štafetách byl kvůli sněhovým podmínkám přeložen z původního lednového termínu na konec února. Ale i v novém termínu bylo počasí náročné - po celou dobu závodů bylo velmi mrazivé počasí s hustým sněžením, které zakrylo stopy a silně omezilo viditelnost.
| Datum závodu   | 24. 2. 2018 |  | Místo konání    | Roudnice v Krkonoších • aréna |  | Pořadatel       | SK Studenec |
| Ředitel závodu | Petr Junek  |  | Hlavní rozhodčí | Martin Vik                    |  | Stavitelé tratí | Petr Junek  |
| Název mapy     | Kobyla      |  | Web závodu      | www                           |  | Výsledky závodu | ORIS        |

| Zkrácené výsledky | Zkrácené výsledky | Zkrácené výsledky                         | Zkrácené výsledky | Zkrácené výsledky | Zkrácené výsledky | Zkrácené výsledky   | Zkrácené výsledky                         | Zkrácené výsledky | Zkrácené výsledky |
| Pořadí            | H21 - muži        | H21 - muži                                | H21 - muži        | H21 - muži        | Pořadí            | D21 - ženy          | D21 - ženy                                | D21 - ženy        | D21 - ženy        |
| ----------------- | ----------------- | ----------------------------------------- | ----------------- | ----------------- | ----------------- | ------------------- | ----------------------------------------- | ----------------- | ----------------- |
| Zlatá medaile     | Jakub Škoda       | Slavia Liberec orienteering               | 1:20:00           |                   | Zlatá medaile     | Helena Randáková    | OOS TJ Spartak Vrchlabí                   | 59:32             |                   |
| Stříbrná medaile  | Roman Horyna      | TJ Slovan Zdravotník Praha                | 1:20:13           | +0:13             | Stříbrná medaile  | Lenka Mechlová      | OK Slavia Hradec Králové                  | 1:03:25           | +3:53             |
| Bronzová medaile  | Jan Kolín         | OK Jilemnice                              | 1:22:15           | +2:15             | Bronzová medaile  | Simona Karochová    | Oddíl OB Kotlářka                         | 1:04:42           | +5:10             |
| 4                 | Radek Laciga      | TJ Slovan Zdravotník Praha                | 1:22:18           | +2:18             | 4                 | Kateřina Argalášová | TJ TŽ Třinec                              | 1:14:16           | +14:44            |
| 5                 | Michal Drobník    | Sportcentrum Jičín                        | 1:23:43           | +3:43             | 5                 | Marie Hrdinová      | USK Praha                                 | 1:15:48           | +16:16            |
| 6                 | Miroslav Rygl     | KOS TJ Tesla Brno                         | 1:28:28           | +8:28             | 6                 | Karolína Teplá      | OK Slavia Hradec Králové                  | 1:17:22           | +17:50            |
| 7                 | Václav Šňupárek   | Oddíl OB Kotlářka                         | 1:32:46           | +12:46            | 7                 | Zuzana Jiřištová    | Oddíl OB Kotlářka                         | 1:19:55           | +20:23            |
| 8                 | Jan Mrázek        | TJ Slovan Zdravotník Praha                | 1:33:45           | +13:45            | 8                 | Daniela Tomešová    | Sportcentrum Jičín                        | 1:26:11           | +26:39            |
| 9                 | Petr Mareček      | SK Orientační sporty Nové Město na Moravě | 1:34:37           | +14:37            | 9                 | Kateřina Neumannová | VSK Přírodní vědy Praha                   | 1:29:40           | +30:08            |
| 10                | Tomáš Rusý        | KOB Dobřichovice                          | 1:34:49           | +14:49            | 10                | Petra Janovská      | SK Praga                                  | 1:35:46           | +36:14            |
| Pořadí            | H20 - junioři     | H20 - junioři                             | H20 - junioři     | H20 - junioři     | Pořadí            | D20 - juniorky      | D20 - juniorky                            | D20 - juniorky    | D20 - juniorky    |
| Zlatá medaile     | Josef Nagy        | OOB TJ Tatran Jablonec n. N.              | 1:09:28           |                   | Zlatá medaile     | Kateřina Janovská   | SK Praga                                  | 54:08             |                   |
| Stříbrná medaile  | Jan Cienciala     | TJ TŽ Třinec                              | 1:20:55           | +11:27            | Stříbrná medaile  | Marie Lacigová      | TJ Slovan Zdravotník Praha                | 59:22             | +5:14             |
| Bronzová medaile  | Vít Ježek         | OK Jilemnice                              | 1:27:58           | +18:30            | Bronzová medaile  | Daniela Stoklasová  | SK Orientační sporty Nové Město na Moravě | 59:46             | +5:38             |
| Pořadí            | H17 - dorostenci  | H17 - dorostenci                          | H17 - dorostenci  | H17 - dorostenci  | Pořadí            | D17 - dorostenky    | D17 - dorostenky                          | D17 - dorostenky  | D17 - dorostenky  |
| Zlatá medaile     | Vít Štefan        | SK Studenec                               | 55:46             |                   | Zlatá medaile     | Anna Karlová        | OK Jilemnice                              | 41:18             |                   |
| Stříbrná medaile  | Radim Tokár       | KOS Slavia Plzeň                          | 1:04:18           | +8:32             | Stříbrná medaile  | Tereza Macholdová   | TJ Slovan Zdravotník Praha                | 41:41             | +0:23             |
| Bronzová medaile  | Radek Peňáz       | Sportovní klub ve Vrbně pod Pradědem      | 1:07:53           | +12:07            | Bronzová medaile  | Rozálie Kuchařová   | Sportcentrum Jičín                        | 42:47             | +1:29             |

Souhrnné informace naleznete v článku Mistrovství České republiky v lyžařském orientačním běhu na klasické trati.

## Mistrovství ČR štafet
Oproti sobotnímu závodu již nesněžilo, bylo však ještě mrazivější počasí se silným větrem, ale i sluncem. Závodilo se ve stejném prostoru jako v sobotu. Pořadatel přes noc najezdil všechny stopy znovu a tak byly oproti sobotě vidět. Přemrzlý sníh nicméně umožňoval jezdit i mimo stopy.
| Datum závodu   | 25. 2. 2018 |  | Místo konání    | Roudnice v Krkonoších • aréna |  | Pořadatel       | SK Studenec |
| Ředitel závodu | Petr Junek  |  | Hlavní rozhodčí | Martin Vik                    |  | Stavitelé tratí | Petr Junek  |
| Název mapy     | Aldrov      |  | Web závodu      | www                           |  | Výsledky závodu | ORIS        |

| Zlatá medaile    | TJ Slovan Zdravotník Praha Vít Pospíšil Roman Horyna Radek Laciga        | 1:29:17          |                  | Zlatá medaile    | OOS TJ Spartak Vrchlabí Adéla Randáková Zuzana Nováková Helena Randáková                       | 1:24:46          |                  |
| Stříbrná medaile | OK Jilemnice Aleš Malý Černý Martin Jan Kolín                            | 1:31:20          | +2:03            | Stříbrná medaile | OK Slavia Hradec Králové Zuzana Jedličková Karolína Teplá Lenka Mechlová                       | 1:28:51          | +4:05            |
| Bronzová medaile | KOB Dobřichovice Tomáš Rusý Vojtěch Kettner Lukáš Kettner                | 1:34:58          | +5:41            | Bronzová medaile | Oddíl OB Kotlářka Marie Pospíšilová Zuzana Jiřištová Simona Karochová                          | 1:31:41          | +6:55            |
| 4                | Slavia Liberec orienteering Jan Kolaja Ctibor Podrábský Jakub Škoda      | 1:35:50          | +6:33            | 4                | Oddíl OB Kotlářka Kristýna Kolínová Iva Kopáčková Pavla Blahová                                | 1:48:00          | +23:14           |
| 5                | Oddíl OB Kotlářka Václav Šňupárek Tomáš Johanovský Pavel Klaška          | 1:42:57          | +13:40           | 5                | SK Praga Kateřina Janovská Anna Čechmánková Petra Janovská                                     | 1:53:53          | +29:07           |
| Pořadí           | H18 - dorostenci                                                         | H18 - dorostenci | H18 - dorostenci | Pořadí           | D18 - dorostenky                                                                               | D18 - dorostenky | D18 - dorostenky |
| Zlatá medaile    | KOS Slavia Plzeň Vojtěch Spěváček Radim Tokár Ondřej Hasman              | 1:24:37          |                  | Zlatá medaile    | SK Studenec Tereza Chrástová Jana Kejmarová Markéta Štefanová                                  | 1:31:26          |                  |
| Stříbrná medaile | Sportovní klub ve Vrbně pod Pradědem Vít Matuš Vojtěch Peňáz Radek Peňáz | 1:25:17          | +0:40            | Stříbrná medaile | TJ Slovan Karlovy Vary Gabriela Řeháková Kamila Richtrová Regina Tokárová                      | 1:33:22          | +1:56            |
| Bronzová medaile | SK Studenec Vít Štefan Jan Rücker Lukáš Link                             | 1:26:36          | +1:59            | Bronzová medaile | SK Orientační sporty Nové Město na Moravě Zuzana Stoklasová Adéla Mojžíšová Daniela Stoklasová | 1:39:26          | +8:00            |

Souhrnné informace naleznete v článku Mistrovství České republiky v lyžařském orientačním běhu štafet.